# Тукуле, Хоакин
Хоакин Тукуле (исп. Joaquín Tuculet; род 8 августа 1989 в Ла-Плате) — аргентинский профессиональный регбист. Выступает за «Торонто Эроуз» на позиции фулбэка, но может занимать и другие позиции в линии защиты.

## Карьера

### Клубная карьера
До 2011 года Тукуле выступал за любительский клуб «Лос Тилос», а затем был приглашён Даниэлем Уркадом в «Пампас XV», выступавший на тот момент в Кубке Водаком, южноафриканском межпровинциальном чемпионате. Команда, состоявшая преимущественно из игроков с международным опытом выступлений за сборную Аргентины, сумела одержать победу в турнире, а Хоакин с шестью попытками вошёл в десятку лучших бомбардиров чемпионата. Это и его выступления на Кубке наций привлекли внимание европейских скаутов и регбист подписал контракт с английским «Сейл Шаркс». Регбист провёл неплохой сезон, в котором отметился двумя попытками («Харлекуинс» в Премьер-лиге и «Ла Виле» в Кубке вызова), и не стал продлевать с командой свой однолетний контракт.
Аргентинец предпочёл пересечь Ла-Манш и присоединиться к «Греноблю», который в сезоне 2011/12 стал чемпионом Про Д2 и теперь готовился завоевать место в элитном дивизионе французской регбийной пирамиды. Несмотря на продуктивные выступления игрока в Топ 14 и Кубке вызова (в общей сложности 22 матча и 3 попытки), тренерский штаб не был уверен в необходимости сохранения Тукуле в составе на сезон 2013/14. Уже после начала нового сезона он присоединился к «Бордо-Бегль» в качестве замены травмировавшегося Брюса Рейаны и провёл в аквитанском клубе четыре матча, в которых, впрочем, успел пополнить свой бомбардирский счёт ещё двумя попытками.
Перед началом сезона 2014/15 Тукуле вернулся на Британские острова, чтобы присоединиться к «Кардифф Блюз». По словам регбиста одним из определяющих факторов стало то, что в клубе уже играл его партнёр по сборной Лукас Гонсалес Аморозино, который положительно отзывался о команде. Спустя несколько месяцев оба аргентинца вернулись на родину, чтобы присоединиться к новой франшизе Супер Регби. В дебютном сезоне Тукуле сыграл в самом сильном турнире Южного полушария 11 матчей, однако свою первую попытку сумел занести только на второй год, в первом матче огорчив «Саутерн Кингз».

### Международная карьера
Тукуле начали вызывать в различные сборные страны с 19 лет — в 2008 и 2009 годах он ездил с «Пумитас» на молодёжные чемпионаты мира, где, впрочем, своих бомбардирских талантов показать не сумел. В 2010 году сыграл на четырёх этапах Мировой серии в составе сборной по регби-7, параллельно выступая за «Аргентина Хагуарес», вторую сборную страны, где и показал свои умения, заработав в общей сложности 48 очков (9 попыток и дроп-гол).
За «Пум» Хоакин дебютировал в 2012 году в первом матче летнего тестового окна против итальянцев. Тем не менее сначала в состав сборной на Чемпионат регби он не попадал, выходя на поле только в тестовых матчах и играх Чемпионата Южной Америки. Однако именно на континентальном первенстве, в котором «Пумы» традиционно выставляют экспериментальные составы, Тукуле занёс свои первые попытки, сделав дубль в игре с чилийцами. Эти и ещё две попытки в летних матчах 2014 года против сборных Ирландии и Шотландии дали регбисту путь в основной состав на Чемпионат регби. Там, несмотря на провал сборной Аргентины, Тукуле вновь продемонстрировал свои умения забивать, занеся по попытке южноафриканцам и австралийцам.
В 2015 году, будучи основным фулбэком национальной команды, регбист попал в заявку аргентинцев на чемпионат мира. На турнире Тукуле вместе с вингами Хуаном Имхоффом и Сантьяго Кордеро образовали мощнейшую связку и за четыре матча занесли более трети от всех попыток «Пум» (автором двумя из них стал Тукуле), чем обеспечили попадание команды в полуфинал. Однако одной только сыгранности защитников аргентинцем не хватило и полуфинал был проигран, а на матч за третье место против «Спрингбокс» Хоакин в заявку не попал. Тем не менее выработанные на мировом первенстве связи между защитниками не были забыты. В матче Чемпионата регби 2016 против южноафриканцев Кордеро прорвался сквозь оборонительные порядки соперника и передал мяч Тукуле, который стал автором попытки, а сборная Аргентины выиграла со счётом 26:24.